# 吴海燕 (足球运动员)
吴海燕（1993年2月26日—），女，浙江建德人，中国足球运动员，效力于武汉江大。

## 生平
吴海燕生于浙江省建德市洋溪街道洋溪社区合坑中先村。
2002年进入杭州市体育中心训练足球，2008年进入国家少年足球队。2014年2月，34岁的国家女足队长浦玮退出中国女足，吴海燕任新一届国家女足队长。任队长后，她带领中国女足以1∶0胜新西兰队，3∶1胜墨西哥队，1∶0胜朝鲜队，首次捧起永川杯冠军。